# Sebestyén Géza (könyvtáros)
Sebestyén Géza (Nagyvárad, 1912. március 14. – Budapest, 1976. április 5.) könyvtáros, bibliográfus, az Országos Széchényi Könyvtár főigazgató-helyettese 1958 és 1976 között. A második világháború utáni magyar könyvtárügy egyik vezető személyisége. Fia Sebestyén György (1946) könyvtáros, egyetemi tanár.

## Életútja
Elemi és középiskolai tanulmányait Veszprémben folytatta. Nyelvésznek készült, a Pázmány Péter Tudományegyetemen végzett magyar–német szakos tanárként 1936-ban. A következő tanévben a Collegium Hungaricum ösztöndíjasaként Bécsben tanult, majd elvégezte a Magyar Könyvtárosok Levéltárosok Egyesülete (melynek jogutódja a Magyar Könyvtárosok Egyesülete)  egyéves könyvtárosképző tanfolyamát. 1939-ben bölcsészdoktori oklevelet szerzett általános nyelvészetből. Könyvtári gyakorlatát az Egyetemi Könyvtárban töltötte.
1937 és 1945 között az Országos Könyvforgalmi és Bibliográfiai Központ munkatársa volt. 1944 végén átszökött a fronton, és a debreceni Ideiglenes Nemzeti Kormány szakértőjeként működött. 1945-től 1949-ig a Vallás- és Közoktatásügyi Minisztérium Művelődéspolitikai, illetve Könyvtári Osztályát vezette, majd 1958-ig a műszaki egyetem könyvtárát igazgatta. 1952-től 1956-ig könyvtártant tanított az ELTE Könyvtártudományi Tanszékén. 1958. március 15-étől az Országos Széchényi Könyvtár főigazgató-helyettesévé nevezték ki. Posztját haláláig megőrizte. Jóború Magda kétéves távolléte idején főigazgatói jogkörök birtokában vezette az intézményt. 1959-ben megalapította a nemzeti könyvtár Könyvtári és Módszertani Központját.
Az Országos Könyvtárügyi és Dokumentációs Tanács és a Nemzetközi Tudományos és Műszaki Rendszer Magyar Tanácsának tagja, a Magyar Dokumentációs Szabványbizottság elnöke volt.

## Munkássága
A világháború utáni években kidolgozta a népkönyvtári rendszer tervezetét, részt vett a műszaki egyetemi könyvtári hálózat kialakításában és a könyvtártan egyetemi oktatásában.
Az Országos Széchényi Könyvtárban töltött tizennyolc évben szervezeti megújítást hajtott végre, megindította a számítógépesítést, és megújította a nemzeti bibliográfiai kiadványsorozatot. Amikor 1959-ben döntés született az átköltözésről a Magyar Nemzeti Múzeumból a Budavári Palotába, Sebestyén kapta feladatul a könyvtár koncepciójának, belső térrendezésének megtervezését. 1963-as, Az új Nemzeti Könyvtár működése című programjában három fő tevékenységi kört jelölt meg az intézmény számára. A hiányok visszamenőleges pótlása és az állomány fokozott védelme mellett az archivális feladatok közé sorolta a nemzeti könyvarchívum létrehozását és a nemzeti bibliográfia rendszerének kialakítását. Nyilvános könyvtári feladatként határozta meg az általános, szakosított, különgyűjteményi és speciális olvasótermek, a kutatókat kiszolgáló tudományos olvasótermek, kutató- és gépelőfülkék létrehozását, valamint a gyorsmásoló szolgálat felállítását. Az országos könyvtárügyi feladatok közé utalta a kötelespéldányok szétosztását, a könyvelosztást, a nemzetközi csere és a könyvtárközi kölcsönzés lebonyolítását, a könyvtártudományi és módszertani problémákkal való foglalkozást. Nézete szerint a könyvtárnak három új funkciót kell majd ellátnia: a magyar irodalom és történelem szakkönyvtárává; tároló könyvtárként a ritkán használt irodalom begyűjtőjévé, megőrzőjévé és szolgáltatójává; végül reprezentatív elhelyezkedése, várható idegenforgalmi látványossággá válása révén a magyarországi írás- és könyvtörténet dokumentumainak kiállítójává kell válnia. Szorgalmazta a nemzeti könyvtárról szóló törvény előkészítését és kiadását. Javasolta, hogy az intézmény vegye fel a Magyar Nemzeti Könyvtár nevet, hogy így váljon fogalommá a nemzeti tudatban.
Az 1960-as évek elején egész sor jogszabály megjelentetését indítványozta a központi szolgáltatásokkal kapcsolatban. Szinte mindegyik új magyar könyvtári szabvány megalkotásában részt vett.
Nevéhez fűződik a Hungarica Külföldi Folyóiratszemle 1971-es megindítása. Sallai Istvánnal közösen írt összegzése, A könyvtáros kézikönyve évtizedekig alapműnek számított a könyvtárosképzésben. 1972 és 1976 között a Könyvtári Figyelő főszerkesztője volt.

## Díjai, kitüntetései
1954-ben megkapta a Szocialista Munkáért érdemérmet, 1971-ben a Magyar Szabványügyi Hivatal emlékplakettjét, 1972-ben a Munka Érdemrend arany fokozatát. 1974-ben Szabó Ervin-emlékéremmel tüntették ki.

## Emlékezete

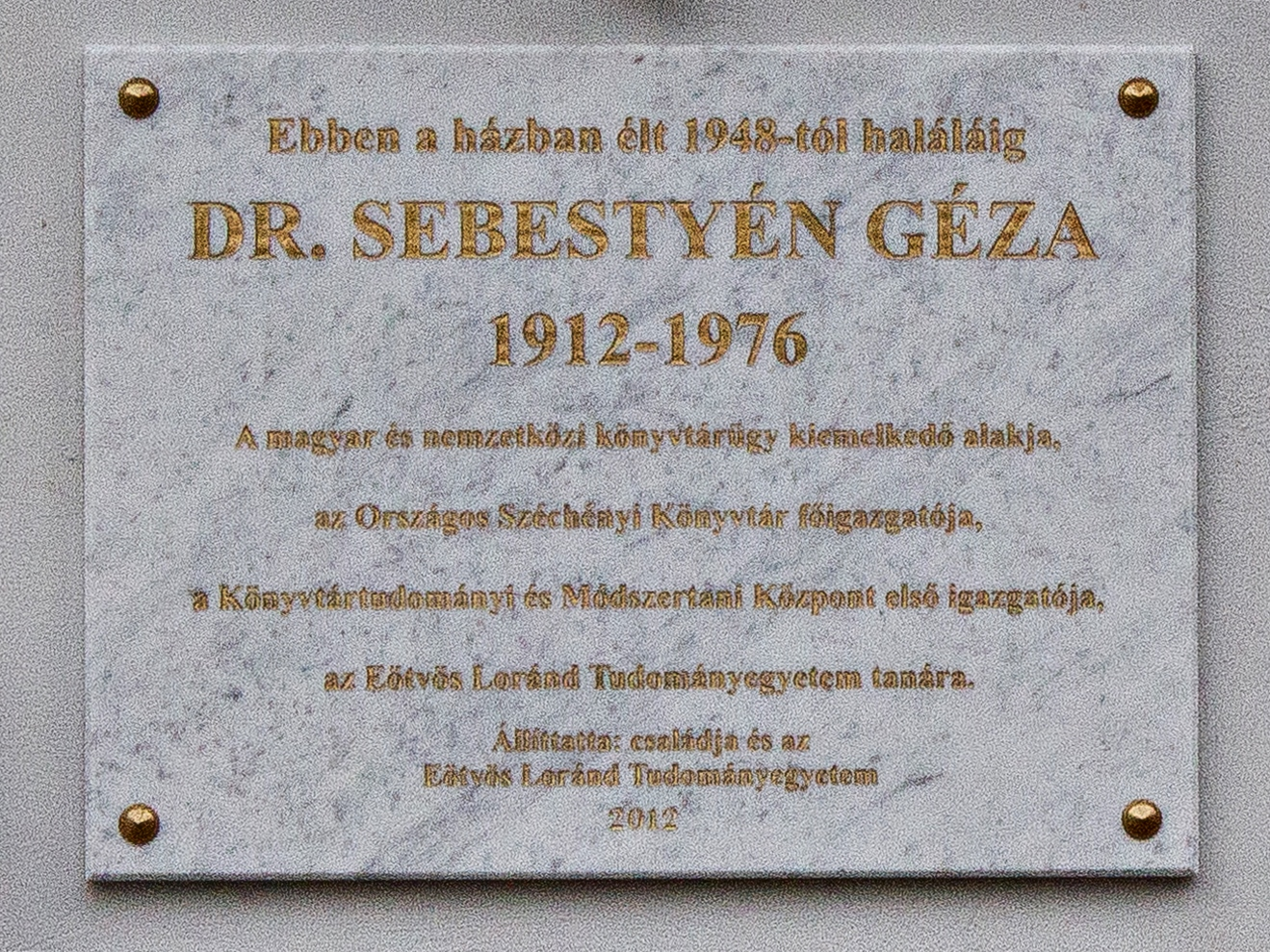
Sebestyén Géza emléktáblája kelenföldi otthona falán

Pajkossy György „a magyar könyvtártan és könyvtárszervezés legsokoldalúbb modern képviselőjeként” emlékezett meg róla. Sonnevend Péter Szabó Ervin, Gulyás Pál és Fitz József mellett a magyar könyvtárügy negyedik „ősének” nevezte.
1986-ban a Magyar Könyvtárosok Egyesülete Sebestyén halálának tizedik és Sallai István születésének hetvenötödik évfordulója alkalmából emlékülést tartott az Országos Széchényi Könyvtár nagy előadótermében. 1997. február 13-án hat előadó idézte fel életét és munkásságát az intézményben szervezett emlékülésen.
Kéziratait és könyvtárát 1997 óta az Országos Széchényi Könyvtár őrzi.
2012. december 28-án a kelenföldi Károli Gáspár téren emléktáblát avattak tiszteletére.

## Főbb művei
- Nyelv és nyelvtudomány. A nyelvelmélet alapelvei (Budapest, 1939)
- Szovjetunió és népi demokráciák könyvtártörténete (Budapest, 1952)
- Könyvtártan (Budapest, 1953)
- Útmutató tanszéki könyvtárosok számára (Budapest, 1953)
- Állománygyarapítás (Budapest, 1954)
- A könyvtáros kézikönyve (Sallai Istvánnal; Budapest, 1956)
- A könyvtárosi kutatások mai problematikája a külföldi szakirodalom tükrében (Budapest, 1962)

### További irodalom
- Kégli Ferenc: Sebestyén Géza és öröksége, a Magyar Könyvészet retrospektív ciklusai. Könyvtári Figyelő, 1997. 2. sz. 216–220. o.
- P[ajkossy] Gy[örgy]: Sebestyén Géza (1912–1976). Magyar Könyvszemle, 1976. 3. sz. 295–296. o.
- Révai új lexikona XVI. (Rac–Sy). Főszerk.: Kollega Tarsoly István. Szekszárd, 2005, Babits. 612–613. o. ISBN 963-955-626-2
- Sebestyén György: Édesapám, Sebestyén Géza... Könyvtári Figyelő, 1997. 2. sz. 213–215. o.
- Somkuti Gabriella: Sebestyén Géza rövid pályaképe. Könyv, Könyvtár, Könyvtáros, 1997. 4. sz. 3–5. o.